# 命ささえて
『命ささえて～ママ、パパはエイズなの?』（いのち-）は、TBS系列「ドラマ30」枠にて1993年10月4日〜11月26日に放送された昼ドラマである。毎日放送（MBS）制作。全33話。
HIV感染をテーマにした作品である。

## キャスト
- 小川知子
- 寺泉憲
- 内野真理子
- 柚原旬
- 吉野由樹子（現・吉野佳子）
- 石井富子（現・石井トミコ）
- 灰地順
- 山野史人

## 主題歌
- 『愛が泣いてる』
作詞:荒木とよひさ/作曲:浜圭介/編曲:今泉敏郎/歌:唐木淳（現・黒木じゅん）

## スタッフ
- 脚本 - 宮内婦貴子
- 演出 - 鈴木晴之
- 制作 - 毎日放送